# Abia sericea
Espèce
Abia sericea est une espèce d'insectes de l'ordre des hyménoptères et du sous-ordre des symphytes.

## Répartition et habitat

### Répartition
Il est présent en Europe, y compris en France.

### Habitat
On le trouve au bord des bois et dans les prairies de mai à août.

## Morphologie
L'imago est de couleur vert métallique ou cuivré et mesure entre 10 et 12 mm. Il possède des lignes de poils clairs sur l'abdomen. Ses pattes sont jaunes.

## Biologie
Les larves se développent sur divers végétaux herbacés notamment sur la Knautie des champs (Knautia arvensis) et la Succise (Succisa pratensis).

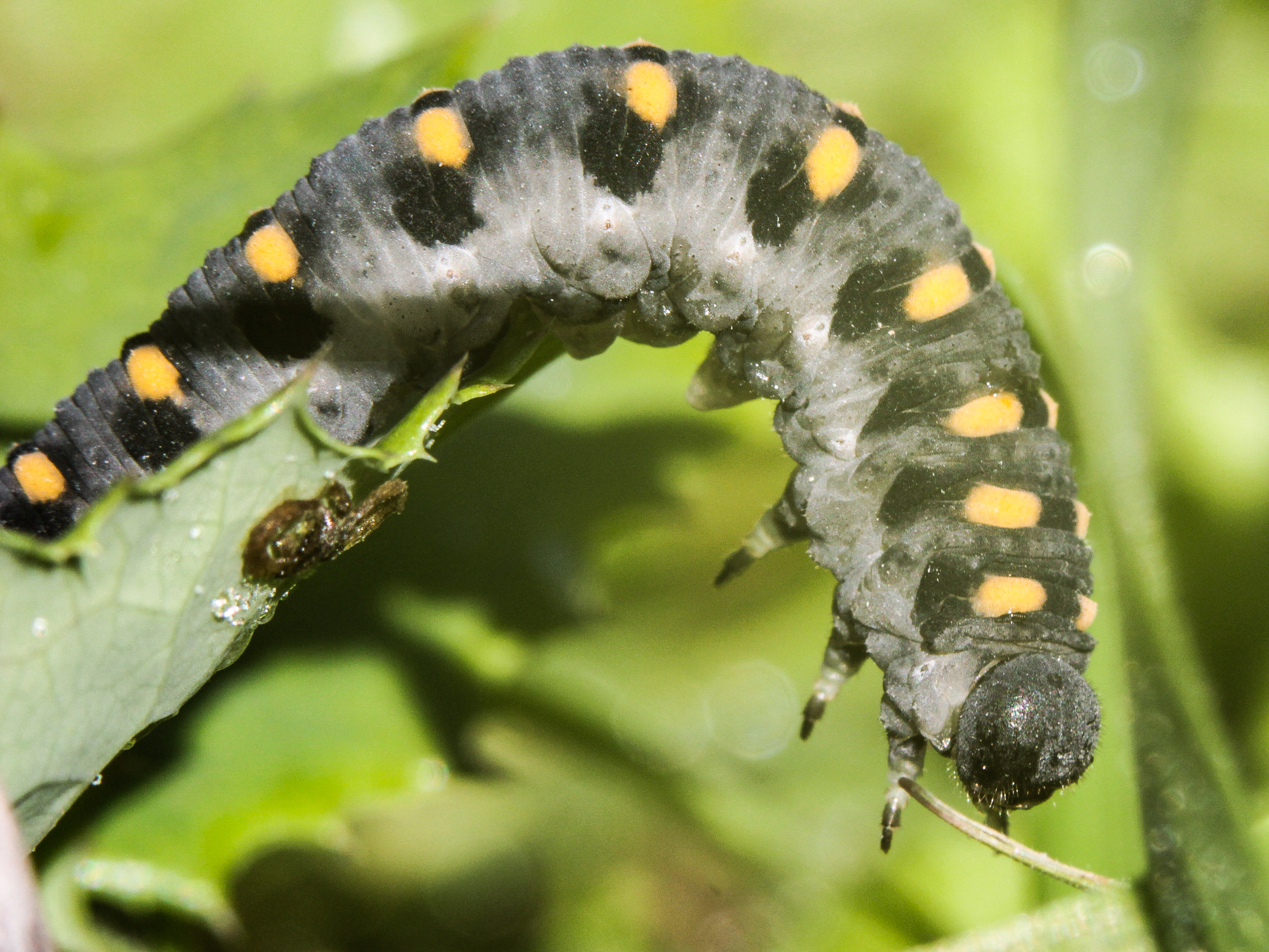
Larve d'Abia sericea.

## Systématique
L'espèce Abia sericea a été décrite par Carl von Linné en 1767.

## Synonymie
- Abia dorsalis Costa
- Abia serica (Linnaeus)
- Abia sericea (Linnaeus)
- Cimbex (Zaraea) fasciata (Linnaeus)
- Tenthredo sericea Linnaeus
- Zaraea (Zaraea) fasciata (Linnaeus)
- Zaraea fasciata (Linnaeus)
- Zaraea sericea (Linnaeus)
- Zarea sericea (Linnaeus)